# 巴斯温泉浴场

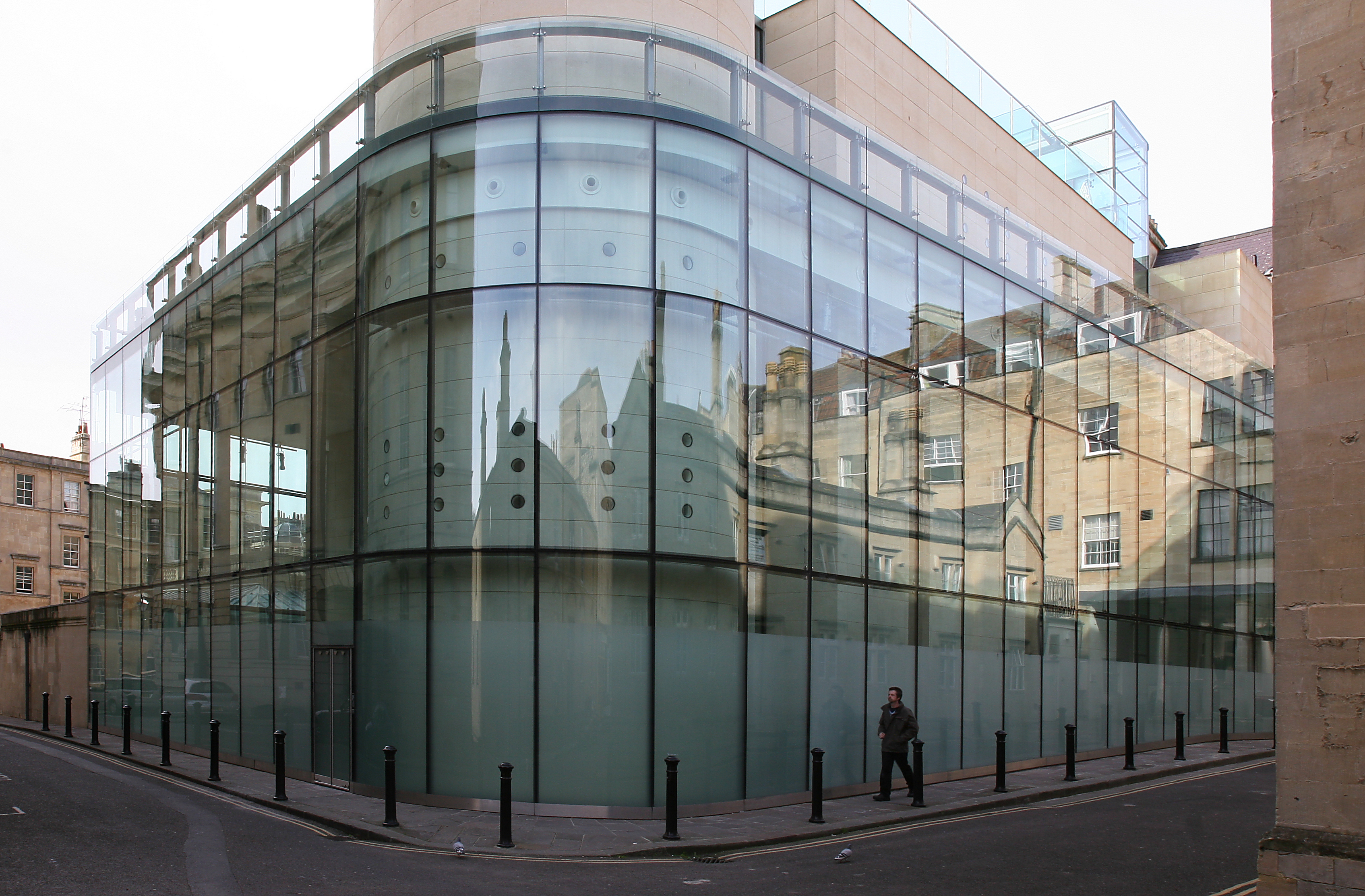
巴斯温泉浴场主楼

巴斯温泉浴场（Thermae Bath Spa）是位于英格兰萨默塞特郡巴斯的一座浴场。这里包括英国唯一的一处富含矿物质的天然热水温泉，已经拥有相当悠久的开发历史；目前设有两座浴场建筑，一座是规模较大的21世纪的现代建筑，另一座是小型的18世纪乔治时代建筑，及十字浴场（Cross Bath）。浴场在2006年重新开放。
巴斯温泉浴场由巴斯和东北萨默塞特议会拥有，根据1590年《皇家宪章》的规定，它也是温泉的守护者。浴场目前由马来西亚的杨忠礼集团（YTL）经营。

## 历史
长期以来，巴斯著名的温泉一直是该市的主要景点之一，它也是英国最温暖的地热温泉。这些天然地热矿泉流入罗马浴场，使得巴斯在罗马帝国时期曾经拥有重要地位，后来又在十八世纪和十九世纪初，发展成为英国顶级的健康度假胜地。在20世纪中叶，该市的游泳池通过埃文河下面的三条管道之一，直接从“国王泉”（the King's Spring）引水。然而，在含水层发现一种传染性生物后，旧的市立热水池于1978年关闭，禁止使用。
随着千禧年的到来，由國家彩票资助的千年委员会（Millennium Commission）出资，辅之以訂閱以及地方当局的资金，开始了重新开发保证安全的商业温泉的重大项目。
最初计划于2002年开盘，但是到2003年，才举办三大男高音演唱会而正式开盘。该项目由于与承建商之间的各种法律纠纷，而使得预算费用螺旋形上升，严重超过预算：从1996年9月的估计为1300万英镑，最终费用达到4500万英镑。

## 现状

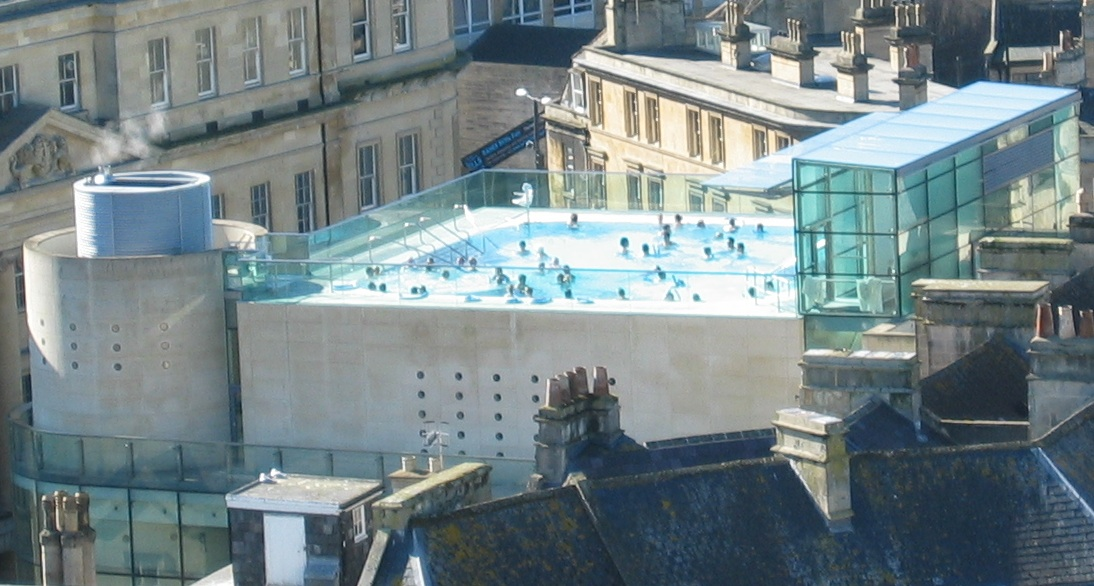
从巴斯修道院看露天屋顶浴池

2006年8月7日，巴斯温泉浴场终于恢复向公众开放，结束了28年无法使用的时期。它拥有两个区，位于两栋建筑，同时提供传统的和现代化的浴场设施。
浴场的主楼称为新皇家浴场（New Royal Bath），由尼古拉斯·格里姆肖爵士的格里姆肖建筑事务所设计，是一座21世纪的“玻璃立方”新建筑，用巴斯岩建造，外面由玻璃包围。这座建筑的风格非常现代，靠近古老的皇家浴场遗址，与周围历史悠久的乔治时代建筑形成鲜明对比。浴场内包括两个天然温泉浴池，底楼的密涅尔瓦室内浴场（Minerva Bath），二楼的大型健康套房（Wellness Suite），两个芳香蒸汽室（罗马蒸汽室和乔治蒸汽室）、一个冰室、红外线桑拿房和一个天际放松室（Celestial Relaxation Room），以及热门的露天屋顶浴池（2017年開放），从那里可以俯瞰巴斯市区的壮观美景。 还设有咖啡厅、三个休闲区和27间水疗护理室，提供按摩服务。。 
十字浴场（Cross Bath）是一座独立的18世纪的乔治时代建筑，已列为 I 级登录建筑加以保护，是一个复古风格的小型的橢圓形露天温泉浴池，可容纳12人。
2014年的一项调查显示，温泉浴场每年为巴斯吸引26万游客，他们每年为巴斯的经济多贡献了1500万英镑。